# Une journée de printemps
Pour plus de détails, voir Fiche technique et Distribution.

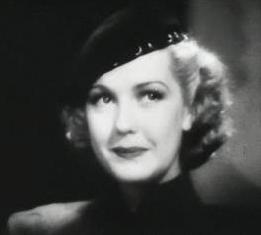
Anita Louise

Une journée de printemps (Call It a Day) est un film américain en noir et blanc réalisé par Archie Mayo, sorti en 1937.

## Synopsis
Une journée dans la vie d'une famille londonienne de la classe moyenne dont la vie se complique avec les premiers signes romantiques du printemps.

## Fiche technique
- Titre : Une journée de printemps
- Titre original : Call It a Day
- Réalisation : Archie Mayo
- Scénario : Casey Robinson d'après une pièce de Dodie Smith
- Production : Hal B. Wallis
- Société de production : Warner Bros. Pictures
- Photographie : Ernest Haller
- Montage : James Gibbon
- Direction artistique : John Hughes
- Costumes : Orry-Kelly
- Pays d'origine : États-Unis
- Langue : anglais
- Format : noir et blanc - Son : Mono
- Genre : comédie
- Durée : 90 min
- Dates de sortie :
  -  États-Unis : 17 avril 1937
  -  France : 27 janvier 1938

## Distribution
- Olivia de Havilland : Catherine « Cath » Hilton
- Ian Hunter : Roger Hilton
- Anita Louise : Joan Collett
- Alice Brady : Muriel West
- Roland Young : Frank Haines
- Frieda Inescort : Dorothy Hilton
- Bonita Granville : Ann Hilton
- Peggy Wood : Ethel Francis
- Marcia Ralston : Beatrice Gwynn
- Walter Woolf King : Paul Francis
- Peter Willes : Martin Hilton
- Una O'Connor : Mme Milson, la gouvernante
- Beryl Mercer : Mme Elkins, la cuisinière

Actrices non créditées
- Elsa Buchanan : Vera, une servante
- Clarissa Selwynne : une spectatrice agacée au théâtre